# 庫曼汗國
庫曼汗國，又称库曼-钦察邦联，是存在于10—13世紀突厥迁移时的一个突厥邦联，範圍為庫曼人与欽察人所居住的地域，位於中亞和東歐。

## 歷史
11和12世紀，庫曼人与欽察人聯合起來结成游牧同盟，領土延伸至現今的哈薩克斯坦、俄羅斯南部、烏克蘭、摩爾多瓦南部和瓦拉幾亞西部，邊界並不明確。在拜占庭、俄羅斯、格魯吉亞、亞美尼亞、波斯和穆斯林的語言中，庫曼汗國指的是東歐大草原。這片欽察-庫曼邦聯有廣闊領土，但軍事力量鬆散，在政治上從來沒有團結。既不是國家，也不是帝國，不同的部落有獨立的統治者，自己主動地行動，插手周邊國家的政治。後來，庫曼汗國和天主教之間發生了第一次接觸，他們改信了天主教。1220年，蒙哥率領蒙古軍隊入侵庫曼汗國，庫曼汗國滅亡，庫曼人分別逃至基輔羅斯及匈牙利王國。

## 族群
主要的民族都是突厥語民族。許多的歷史資料描述的庫曼人擁有英俊的外貌、白皮膚、金或紅頭髮、藍眼睛和突出的鼻子。許多研究人員還認為，庫曼人祖先住在西伯利亞南部的大草原。